# Triplophysa fuxianensis
Triplophysa fuxianensis är en fiskart som beskrevs av Yang och Chu, 1990. Triplophysa fuxianensis ingår i släktet Triplophysa och familjen grönlingsfiskar. Inga underarter finns listade i Catalogue of Life.